# 无因管理
无因管理（英語：Negotiorum gestorum）是大陆法系民法中债法上的一个概念，是指在没有法定或约定义务的情况下，为避免他人利益受损失而进行管理或服务的行为。

## 意義
中華民國民法172條規定：「未受委任，並無義務，而為他人管理事務者，...」即為對無因管理所做出之規定。無因管理就其字面觀之，「無因」即無法律上之義務，所以無法律上之義務而為他人管理事務即為「無因管理」。在個人主義的思想之下，個人之事務原則上不容許他人干涉，否則將可能成立侵權行為，然而這將使這個社會變得自私自利，個人唯恐侵犯到他人權利而不願伸手扶持；而無因管理此種制度的設置意義即在調和此種情形，鼓勵人類互助合作、相互扶持，進而使生活更便利，社會更加美滿和諧。不過，若是過度的放鬆無因管理之成立，對於本人亦可能造成極大的不便與困擾，故法律在此亦做出相當的限制，而使其成立與否必須適度的受限於本人的意思之。

## 成立要件
無因管理的成立要件主要有以下三者：
- 管理他人事務
- 為他人管理事務之意思
- 無法律上之義務

## 適法無因管理
又有稱為「正當無因管理」。係指當無因管理人做出之無因管理行為有利於本人，且不違反本人明示或可得推知的意思時，該無因管理即為適法的無因管理。針對適法的無因管理，中華民國民法於176條第1項設有規定：「管理事務，利於本人，並不違反本人明示或可得推知之意思者，管理人為本人支出必要或有益之費用，或負擔債務，或受損害時，得請求本人償還其費用及自支出時起之利息，或清償其所負擔之債務，或賠償其損害。」另外，在此所稱的利於本人，非謂結果一定要使本人獲有利益才行，只要行為本身客觀上有利於本人即可，而不論最後本人是否真的獲有利益而言。值得注意的是，成立適法無因管理後，將會成立一種法定債之關係，就該行為具有「阻卻違法」的效果；但若是於該無因管理行為成立後，管理人因故意或過失不法侵害本人之權利者，侵權行為仍可成立。

### 管理人的義務
適法無因管理中，管理人所應負的義務可以從「主給付義務」和「從給付義務」兩個層面加以觀察：

#### 主給付義務
就無因管理人的主給付義務而言，必須要負起「一般管理」的義務。民法172條規定：「未受委任，並無義務，而為他人管理事務者，其管理應依本人明示或可得推知之意思，以有利於本人之方法為之。」主要可以分為兩個部分：
1. 管理依本人明示或可得而知之意思
2. 有利於本人

又在此，無因管理人所需負的注意義務為「善良管理人」的注意義務（抽象輕過失），若違反此等注意義務，則將負起不完全給付的損害賠償責任。然而，在某些情況下，管理人為了要免除掉本人生命、身體或是財產上的急迫危險，因此必須做出「緊急管理」，此時若要管理人負起抽象輕過失的責任，未免太過沉重，且將使管理人於管理時有所忌憚，故法律在此規定管理人除非有故意或重大過失，否則不用負賠償責任。（民法175條）

#### 從給付義務
1. 通知義務：中華民國民法173條第1項規定：「管理人開始管理時，以能通知為限，應即通知本人。如無急迫之情事，應俟本人之指示。」此即無因管理人所須負的通知義務，若本人指示其繼續進行，則將被視為是本人承認該無因管理行為，而依同法178條適用委任的規定。若本人指示其停止管理，而管理人仍繼續管理，則將構成「不適法無因管理」，此時管理人將要負同法174、177條的責任。
2. 計算義務：中華民國民法173條第2項規定：「第五百四十條至第五百四十二條關於委任之規定，於無因管理準用之。」而540條到542條所規定的義務主要有「報告義務」、「轉付義務」及「賠償義務」。

```
⒈540條：受任人(管理人)應將委任事務進行之狀況，報告委任人(本人)，委任關係終止時，應明確報告其顛末。
⒉541條：①受任人因處理委任事務，所收取之金錢、物品及孳息，應交付於委任人。
         ②受任人以自己之名義，為委任人取得之權利，應移轉於委任人。
⒊542條：受任人為自己之利益，使用應交付於委任人之金錢或使用應為委任人利益，而使用之金錢者，應自使用之日起，支付利息。如有損害，並應賠償。
```

### 本人的義務
就適法的無因管理而言，因為該管理有利於本人，且不違反本人明示或可得而知的意思，故本人對於管理人將負有某些義務，而這些義務相對於管理人而言便是其所擁有的權利，中華民國民法176條便規定：「管理事務，利於本人，並不違反本人明示或可得推知之意思者，管理人為本人支出必要或有益之費用，或負擔債務，或受損害時，得請求本人償還其費用及自支出時起之利息，或清償其所負擔之債務，或賠償其損害。」主要可分為下列三種：

#### 費用償還請求權
也就是本人對於管理人對於該管理所支付的必要或有益費用必須要負償還責任，而是否為必要或有益，則必須以客觀標準斷定。

#### 清償負債請求權
若管理人因為管理事務而負有債務，此時本人對於該債務必須負清償的責任，不過仍然必須要該負債為必要且有益者才行。

#### 損害賠償請求權
在管理人在管理事務時發生的損害，本人必須對其負損害賠償責任。不過該損害必須要與管理行為間有相當因果關係才行。

## 不適法無因管理
不適法無因管理又有稱為「不正當無因管理」。就不適法無因管理而言，其仍然成立無因管理，只是因為該管理事務對本人不利，或是違反本人明示或可得推知的意思，故關於無因管理的成立要件期仍須符合。

### 構成要件
1. 成立無因管理
2. 管理事務不利於本人，違反本人明示或可得推知之意思

### 法律效果
不適法無因管理將產生下列法律效果：

#### 針對管理人而言
就不適法無因管理本身而言，因為其干涉他人事務，侵害他人的權利，所以此時為了保護本人起見，應認其不具有阻卻違法之可能，亦即其將可能成立「侵權行為」。另一方面，依據中華民國民法174條第一項之規定，管理人對於管理事務所生的損害，必須要負起「無過失責任」，縱使管理人無過失，其亦須負責。不過就同法175條仍有適用之餘地，此時管理人僅需負故意或重大過失之責即可。

#### 針對本人而言
在此本人可以主張是否享有無因管理而產生的利益，若本人主張享有，則此時本人對於管理人所應負176條之義務，以其所得之利益為限。而若本人不主張享有該等利益，則此時本人與管理人間應適用「不當得利」之相關規定處理。

## 不真正無因管理
在不真正無因管理的情況下，根本就不成立無因管理，而其情形主要有下列二種：「誤信管理」、「不法管理」。

### 誤信管理
所謂的誤信管理，即行為人誤將他人事務當作是自己的事務，進而為之管理。於此種情況下，並不成立無因管理，因為其欠缺主觀要素，亦即為他人管理事務之意思。而對於誤信管理的效果，不得類推適用無因管理之規定，而應依不當得利或侵權行為處理。

### 不法管理
而不法管理則是，行為人明知該事務為他人之事務，但仍為自己之利益處理該事務。此種情況下，不但不成立無因管理，甚至將構成「侵權行為」或「不當得利」。而中華民國民法對於不法管理於177條第2項亦有做出規定：「前項規定，於管理人明知為他人之事務，而為自己之利益管理之者，準用之。」此將有助於增強對於本人權利的保護，補充侵權行為及不當得利規定之不足，使不法管理所產生之利益仍歸屬本人享有，避免他人取巧得利。

## 延伸閲讀
- Leland H. Ayres & Robert E. Landry.  (pdf). Louisiana State University. September 1988  [2014-01-06]. （原始内容存档于2016-03-04）.
- Niall R. Whitty & Deon van Zyl. ‘Unauthorized Management of Affairs (Negotiorum Gestio)’, in Mixed Legal Systems in Comparative Perspective: Property and Obligations in Scotland and South Africa. Eds. Reinhard Zimmermann, Kenneth Reid, & Daniel Visser. Oxford: Oxford UP, 2005.

## 外部連結
- Negotiorum Gestio in Roman and Modern Civil Law （页面存档备份，存于）
- Negotiorum gestor legal definition of Negotiorum gestor （页面存档备份，存于）
- Actio Negotiorum Gestorum[]
- LacusCurtius • Roman Law — Negotiorum Gestorum Actio